# Kim Yung-kil
Kim Yung-kil ((김영길?); 29 gennaio 1944) è un ex calciatore nordcoreano, di ruolo difensore.

## Carriera
Rappresentò la sua nazione ai mondiali di Inghilterra del 1966. Giocò la seconda partita delle qualificazioni al campionato mondiale 1966 contro l'Australia, vinta 3-1.
A livello di club giocò per il Pyongyang City Sports Club.